# Чавчавадзе, Николай Михайлович
князь Николай Михайлович Чавчавадзе (12 сентября 1867 — 1920) — полковник Российской императорской армии, участник Первой мировой войны. Кавалер ордена Святого Георгия 4-й степени и Георгиевского оружия.

## Биография
Николай Чавчавадзе родился 5 января 1867 года в княжеской семье Чавчавадзе. По вероисповеданию был православным. Образование получил на дому. 25 сентября 1886 года вступил на службу в Российскую императорскую армию. Военное образование получил в Николаевском кавалерийском училище из которого был выпущен в 43-й драгунский Тверской полк (с 1907 года полк именовался 16-м). 7 августа 1889 года получил старшинство в чине корнета, 7 августа 1891 года — в чине поручика, 15 марта 1898 года — в чине штаб-ротмистра. За участие в офицерских скачках и строевой езде — получил призы. В течение семи лет 11 месяцев и 20 дней был командиром эскадрона. 6 мая 1900 года получил старшинство в чине ротмистра, 26 февраля 1912 года — в чине подполковника.
Принимал участие в Первой мировой войне. По состоянию на 31 мая 1915 года служил в том же чине и полку. 31 мая 1915 года «за отличия в делах» был произведён в полковники со старшинством с 22 октября 1914 года. Скончался в 1920 году от полученных на фронте ранений.

## Награды
Николай Михайлович Чавчавадзе был удостоен следующих наград:
- Орден Святого Георгия 4-й степени (Высочайший приказ от 15 октября 1916);
- Георгиевское оружие (Высочайший приказ от 11 марта 1915);
- Орден Святого Владимира 4-й степени с мечами и бантом (Высочайший приказ от 26 января 1915);
- Орден Святой Анны 2-й степени с мечами (Высочайший приказ от 19 января 1915);
- Орден Святой Анны 3-й степени (11 апреля 1907);
- Орден Святого Станислава 2-й степени (Высочайший приказ от 16 мая 1915); мечи к ордену (утверждены Высочайшим приказом от 18 декабря 1916);
- Орден Святого Станислава 3-й степени (14 июля 1902).